# Павлушко, Аркадий Тимофеевич
Аркадий Тимофеевич Павлушко (1 июня 1900 года, Самарканд, Самаркандская область, Туркестанское генерал-губернаторство — 8 мая 1966 года, Ленинград) — советский военный деятель, генерал-майор танковых войск (11 июля 1945 года). Герой Советского Союза.

## Начальная биография
Аркадий Тимофеевич Павлушко родился 11 июня 1900 года в Самарканде Самаркандской области Туркестанского генерал-губернаторства в семье рабочего.
Учился и работал в Самарканде и Ургенче.

## Военная служба

### Гражданская война
С июня 1918 года служил в рядах РККА. Принимал участие в Гражданской войне на Туркестанском фронте, а также в военных действиях против басмачей в Средней Азии. В 1918 году был ранен.

### Межвоенное время
В 1923 году вступил в ряды ВКП(б).
В 1923 году окончил пехотные командные курсы, в 1925 году — Киевское объединённое училище, в 1927 году — военно-политические курсы, а в 1932 году — Ленинградские бронетанковые курсы усовершенствования командного состава.
Командовал взводом, после чего служил на должностях политического состава, в начале 1930-х годов служил на должности помощника командира батальона в 196-м стрелковом полку. С 1932 года командовал ротой. В марте 1933 переведён в Саратовское бронетанковое училище, где проходил службу преподавателем тактики, командиром курсантской и учебной рот.
С февраля 1940 года — преподаватель тактики в Орловском бронетанковом училище.

### Великая Отечественная война
С февраля 1942 года майор Аркадий Тимофеевич Павлушко принимал участие в боях на фронтах Великой Отечественной войны.
С 1943 по 1944 годы служил на должности заместителя командира 36-й танковой бригады (11-й танковый корпус).
В 1943 году был дважды ранен.
В составе 4-й танковой армии в июле 1943 года принимал участие в Орловской наступательной операции. Затем корпус был переброшен на юг и с августа по октябрь принимал участие в Донбасской наступательной операции, в ходе которой подполковник Павлушко отличился в ходе форсирования бригадой реки Кальмиус и в бою за станцию Гуляйполе (Запорожская область), когда лично возглавил атаку танкистов.
С июля 1944 года командовал 65-й танковой бригадой (11-й танковый корпус). Участвовал в Белорусской наступательной операции.
Бригада участвовала в боях на Магнушевском плацдарме в составе 8-й гвардейской армии.
С октября 1944 года командовал 164-й танковой бригадой, которая в ноябре 1944 года за образцовое выполнение заданий командования и массовый героизм личного состава преобразована в 66-ю гвардейскую танковую бригаду. В конце 1944 года бригада и корпус были переданы во 2-ю гвардейскую танковую армию.
Полковник Аркадий Тимофеевич Павлушко проявил отвагу и мужество в Висло-Одерской наступательной операции. Бригада была введена в прорыв 14 января 1945 года на рубеже реки Пилица и за следующие три недели прошла до 450 километров. 19 января 1945 года бригада заняла город Любень (ныне Любень-Куявский, Польша), в результате чего на военном аэродроме под городом были захвачены 60 самолётов противника. 21 января совместно с другими бригадами корпуса были освобождены города Радзеюв и Иновроцлав. 1 февраля 1945 года бригада с ходу форсировала Одер, захватив переправу противника у города Черникау, на следующий день замкнула окружение вокруг города-крепости Шнейдемюль (ныне Пила, Польша).
Указом Президиума Верховного Совета СССР от 6 апреля 1945 года за образцовое выполнение боевых заданий командования на фронте борьбы с немецко-фашистскими захватчиками и проявленные при этом отвагу и геройство гвардии полковнику Аркадию Тимофеевичу Павлушко присвоено звание Героя Советского Союза с вручением ордена Ленина (№ 34774) и медали «Золотая Звезда» (№ 5769).
С февраля по март 1945 года танковая бригада участвовала в Восточно-Померанской операции, а в апреле — в Берлинской операции. 18 апреля 66-я гвардейская танковая бригада вошла в пригороды Берлина, став вторым соединением РККА, вошедшим в Берлин. 24 апреля полковник Аркадий Тимофеевич Павлушко был ранен.

### Послевоенная карьера
После войны служил на должности заместителя командира 20-й гвардейской механизированной дивизии в Группе советских войск в Германии.
В 1949 году Павлушко окончил курсы усовершенствования офицерского состава при Военной академии бронетанковых и механизированных войск имени И. В. Сталина.
В 1954 года генерал-майор танковых войск Аркадий Тимофеевич Павлушко вышел в запас. Жил в Ленинграде, где и умер 8 мая 1966 года, похоронен на Северном кладбище.

## Награды
- Медаль «Золотая Звезда»;
- два ордена Ленина (21.02.1945, 6.04.1945);
- два ордена Красного Знамени (12.08.1944, 3.11.1944);
- два ордена Отечественной войны 1-й степени (21.10.1943, 29.05.1945);
- два ордена Красной Звезды (3.09.1943, 20.06.1949);
- медаль «За оборону Кавказа»;
- медаль «За победу над Германией»;
- медаль «За взятие Берлина»;
- медаль «За освобождение Варшавы».